# Actas
Actas (株式会社アクタス?, Kabushiki gaisha Akutasu) è uno studio di animazione giapponese fondato il 6 luglio 1998 con sede a Mitaka in Tokyo. Dal 2017 è una filiale di Bandai Namco Filmworks.

## Storia
Lo studio è stato fondato il 6 luglio 1998 da Hiroshi Katō e Jūtarō Ōba, in precedenza membri di Tatsunoko e Ashi Productions.
Nel 2009, a seguito della morte del presidente Hiroshi Katō, Shunpei Maruyama viene nominato come nuovo presidente dello studio.
Lo studio controllava anche un'altra azienda, nominata Karaku, ma nel luglio del 2017, viene integrata completamente in Actas. Sempre nel 2017, a settembre, lo studio viene acquistato al 100% da Bandai Visual, diventando una filiale di Bandai Namco Filmworks. Nell'annuncio sull'acquisizione dello studio, Bandai Visual, spiega come il successo della serie prodotta da Actas, Girls und Panzer, è stato cruciale nella decisione.
Nel luglio del 2019, Actas annuncia che lo studio si è trasferito a Mitaka in Tokyo.
Nell'agosto del 2023, viene annunciato che il presidente e produttore dello studio, Shunpei Maruyama è morto; Kenji Hamada prenderà il suo posto come presidente e direttore rappresentativo dell'azienda.

## Produzioni

### Serie TV

#### Dal 1999 al 2009

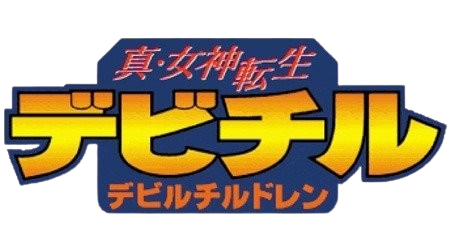
Logo della serie anime Devichil.

| Titolo                                        | Anno di produzione | Episodi | Note e fonti   |
| --------------------------------------------- | ------------------ | ------- | -------------- |
| Gozonji! Gekko Kamen-kun                      | 1999-2000          | 25      | [ N 1 ] [ 6 ]  |
| Devichil                                      | 2000-2001          | 50      | [ N 1 ] [ 7 ]  |
| Transformers: Armada                          | 2002-2003          | 52      | [ 1 ]          |
| Shin Megami Tensei: D-Children – Light & Dark | 2002-2003          | 52      | [ N 2 ] [ 8 ]  |
| Bōken Yūki Pluster World                      | 2003-2004          | 52      | [ N 3 ] [ 9 ]  |
| Mermaid Melody Pichi Pichi Pitch              | 2003-2004          | 52      | [ N 4 ] [ 1 ]  |
| Transformers: Energon                         | 2004               | 51      | [ 1 ]          |
| Mermaid Melody Pichi Pichi Pitch Pure         | 2004               | 39      | [ N 4 ] [ 1 ]  |
| Oretachi Ijiwaru Kei                          | 2004-2005          | 14      | [ N 5 ] [ 10 ] |
| Ginban Kaleidoscope                           | 2005               | 12      | [ N 5 ] [ 11 ] |
| Tactical Roar                                 | 2006               | 13      | [ 1 ]          |
| Night Head Genesis                            | 2006               | 24      | [ N 6 ] [ 12 ] |
| Shin Jeeg Robot d'acciaio                     | 2007               | 13      | [ 1 ]          |
| Moetan                                        | 2007               | 13      | [ 13 ]         |
| Mori no Sensha Bonolon                        | 2007-2008          | 26      | [ 1 ]          |

#### Dal 2010 in poi

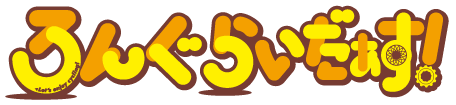
Logo della serie anime Long Riders!.

| Titolo                          | Anno di produzione | Episodi | Note e fonti         |
| ------------------------------- | ------------------ | ------- | -------------------- |
| Girls und Panzer                | 2012-2013          | 12      | [ 1 ] [ 14 ]         |
| Da Capo III                     | 2013               | 13      | [ N 7 ] [ 15 ]       |
| Regalia: The Three Sacred Stars | 2016               | 13      | [ 1 ] [ 14 ]         |
| Long Riders!                    | 2016-2017          | 12      | [ 1 ] [ 14 ]         |
| Princess Principal              | 2017               | 12      | [ N 8 ] [ 1 ] [ 14 ] |
| Eiyū Kyōshitsu                  | 2023               | 12      | [ 16 ]               |
| Tsue to Tsurugi no Wistoria     | 2024               | -       | [ N 9 ] [ 17 ]       |

### Film

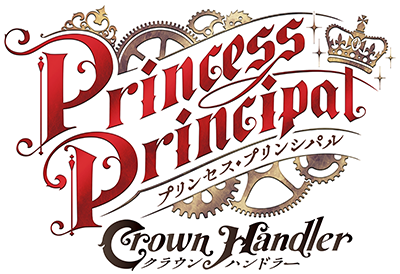
Logo del film Princess Principal: Crown Handler.

| Titolo                                         | Anno di produzione | Note e fonti  |
| ---------------------------------------------- | ------------------ | ------------- |
| éX-Driver The Movie                            | 2002               | [ 1 ]         |
| Kowarekake no Orgel                            | 2010               | [ 1 ]         |
| Girls und Panzer der Film                      | 2015               | [ 1 ] [ 14 ]  |
| Girls und Panzer das Finale (parte 1)          | 2017               | [ 1 ] [ 14 ]  |
| Girls und Panzer das Finale (parte 2)          | 2019               | [ 1 ]         |
| Princess Principal: Crown Handler (capitolo 1) | 2021               | [ 1 ]         |
| Girls und Panzer das Finale (parte 3)          | 2021               | [ 1 ]         |
| Princess Principal: Crown Handler (capitolo 2) | 2021               | [ 1 ]         |
| Princess Principal: Crown Handler (capitolo 3) | 2023               | [ 18 ]        |
| Girls und Panzer das Finale (parte 4)          | 2023               | [ 19 ] [ 20 ] |

### OAV ed ONA
| Titolo                                             | Anno di produzione | Note e fonti   |
| -------------------------------------------------- | ------------------ | -------------- |
| éX-Driver                                          | 2000-2001          | [ 1 ]          |
| éX-Driver: Nina & Rei Danger Zone                  | 2002               | [ 21 ]         |
| Tales of Phantasia: The Animation                  | 2004-2006          | [ 1 ]          |
| The Idolmaster: Live For You!                      | 2008               | [ 1 ]          |
| Switch                                             | 2008-2009          | [ 1 ]          |
| Yutori-chan                                        | 2009-2010          | [ 1 ]          |
| Mayo Elle Otoko no Ko                              | 2010               | [ 22 ]         |
| Mazinkaiser SKL                                    | 2010-2011          | [ 1 ]          |
| Girls und Panzer: Kore ga Hontō no Anzio-sen desu! | 2014               | [ 1 ] [ 14 ]   |
| Cyborg 009 vs Devilman                             | 2015               | [ N 6 ] [ 23 ] |

## Problemi di produzione
Lo studio ottiene una fama sul pubblico generale grazie al successo della serie TV Girls und Panzer, ma nella nicchia degli appassionati di anime e otaku, Actas, sin dalla sua creazione, è noto per avere frequenti problemi e ritardi nelle sue produzioni, compresa l'ultima appena menzionata.
Nel 2003, durante la messa in onda di Shin Megami Tensei: D-Children – Light & Dark, lo studio di produzione è stato cambiato da Actas a Studio Comet a partire dall'episodio 27, a causa di motivi produttivi e della volontà degli sponsor. Nel 2005, l'episodio finale di Ginban Kaleidoscope è stato accreditato con il nome "Alan Smithee" alla regia, dopo che il direttore ha rifiutato di firmarlo, causando critiche dall'autore Rei Kaibara. Nel 2007, l'episodio 6 di Moetan non è stato trasmesso in televisione per vari motivi, venendo incluso solo nel quarto volume del DVD; al suo posto è stato trasmesso l'episodio 5.5, ovvero un episodio riassuntivo.
A seguire, Actas riscontrò anche problemi durante la messa in onda della sua serie di punta Girls und Panzer, infatti anche qua, l'episodio 6 viene rimandato di una settimana a favore di un episodio riassuntivo, gli ultimi due episodi avranno lo stesso destino, la loro messa in onda verrà rimandata fino a marzo 2013; il regista Tsutomu Mizushima, nel suo blog personale, si scusa personalmente dei ritardi subiti nella produzione e promette una qualità migliore nei Blu-ray e DVD. Anche il secondo volume degli stessi Blu-ray verrà rimandato a causa di problemi di produzione. Di seguito, anche il film di Girls und Panzer del 2015, inizialmente previsto per il 2014, è stato rinviato due volte e infine distribuito il 21 novembre 2015.
Nel 2016, la trasmissione di Regalia: The Three Sacred Stars è stata interrotta al quarto episodio a causa della discrepanza nella qualità desiderata; la produzione è stata riorganizzata e ripresa dopo due mesi con una nuova trasmissione dall'episodio 1. I ritardi di Regalia hanno influenzato anche l'adattamento animato di Long Riders!, causando il rinvio degli episodi 3 e 5; gli episodi 11 e 12 sono stati trasmessi nel 2017, non riuscendo a rispettare la programmazione del 2016.
Anche la serie di film Princess Principal: Crown Handler è stata inizialmente rinviata ad aprile 2020 per problemi di produzione, ma a causa della pandemia di COVID-19, viene ulteriormente rimandata fino al 2021.

## Loghi

primo logo dello studio.
logo dal 2019.
logo dal 2019 (senza il nome).